# Cendrine
Cet article possède un paronyme, voir Sandrine.
Le Cendrine est une rivière française qui coule dans le département de Loir-et-Cher. C'est un affluent gauche du Loir, donc un sous-affluent de la Loire par la Sarthe et la Maine.

## Géographie
De 11,5 km, le Cendrine naît au sein d'une zone boisée près de la Fontaine de Bure, à 143 m d'altitude, située au sud de la vallée du Loir, en aval de Vendôme et de Montoire-sur-le-Loir. Elle prend naissance sur le territoire de Les Hayes, à huit kilomètres au sud-ouest de Montoire.
Elle traverse ensuite, avec une orientation générale sud-nord, la commune de Ternay ; au niveau du moulin de Croixval, elle reçoit les eaux d'un ruisseau qui provient de la commune voisine de Montrouveau et qui est communément aussi appelé Cendrine. C'est d'ailleurs ainsi qu'il est nommé sur le cadastre napoléonien de la commune de Montrouveau (1823).
Puis, au moment de quitter Ternay, à 62 m d'altitude, elle rejoint à la limite de la commune d'Artins les ruisseaux du Merdron et du Clair Ondin, qui forment un petit bras du Loir, sur sa rive gauche, entre Montoire et Couture-sur-Loir (confluent Braye-Loir).

### Communes traversées
La Cendrine ne traverse que deux communes, sises toutes deux en Loir-et-Cher soit Les Hayes (source), Ternay (confluence).
Soit en termes de cantons, le Cendrine prend source et conflue dans le même canton de Montoire-sur-le-Loir, dans l'arrondissement de Vendôme.

### Bassin versant
Le Cendrine traverse une seule zone hydrographie 'Le loir de la Fontaine de Sasnières (NC) à la Braye (NC)' (M115).

## Affluent
Le Cendrine a un seul tronçon affluent référencé :
- ? (rd), 0,9 km sur la seule commune des Hayes.

Le rang de Strahler est donc de deux.

## Hydrologie

### Le Cendrine à Ternay
La Cendrine est une rivière assez régulière, caractéristique partagée par plusieurs affluents du Loir. Son débit a été observé durant une période de 15 ans (1984-1999), à Ternay, localité du département de Loir-et-Cher située au niveau de son confluent avec le Loir. La surface ainsi étudiée est de 25 km2.
Le module de la rivière à Ternay est de 0,115 m3/s.
La Cendrine présente des fluctuations saisonnières de débit peu marquées, à l'inverse de la plupart des rivières de plaine du bassin de la Loire. Les hautes eaux se déroulent en hiver et se caractérisent par des débits mensuels moyens allant de 0,193 à 0,221 m3/s, en janvier et février (avec un maximum très net en janvier). À partir du mois de mars, le débit baisse très progressivement jusqu'aux basses eaux d'été qui ont lieu de juin à septembre inclus, entraînant une  baisse du débit mensuel moyen jusqu'à 0,057 m3/s au mois d'août (57 litres/s), ce qui reste très confortable. Mais ces moyennes mensuelles ne sont que des moyennes et cachent des fluctuations bien plus prononcées sur de courtes périodes ou selon les années.

### Étiage ou basses eaux
Aux étiages, le VCN3 peut chuter jusque 0,022 m3/s (22 litres/s), en cas de période quinquennale sèche, ce qui est loin d'être sévère pour un aussi petit cours d'eau.

### Crues
Les crues peuvent être assez importantes, compte tenu de l'extrême exiguïté du bassin versant. Les QIX 2 et QIX 5 valent respectivement 1,9 et 3,3 m3/s. Le QIX 10 est de 4,1 m3/s, le QIX 20 de 5 m3/s, tandis que le QIX 50 n'a pas été calculé faute de durée d'observation suffisante.
Le débit instantané maximal enregistré à la station hydrométrique de Ternay a été de 5,31 m3/s le 9 décembre 1994, tandis que la valeur journalière maximale était de 3,71 m3/s le même jour. En comparant la première de ces valeurs à l'échelle des QIX de la rivière, il apparaît que cette crue était supérieure à la crue vicennale calculée par le QIX 20, et donc destinée à se répéter tous les 30 ans environ en moyenne.

### Lame d'eau et débit spécifique
La Cendrine est une rivière peu abondante. La lame d'eau écoulée dans son bassin versant est de 145 millimètres annuellement, ce qui est largement inférieur à la moyenne d'ensemble de la France (330 millimètres), et aussi à la moyenne du bassin de la Loire (plus ou moins 245 millimètres). C'est cependant supérieur au bassin du Loir (129 mm). Le débit spécifique (ou Qsp) atteint 4,6 litres par seconde et par kilomètre carré de bassin.